# Pölla (Gemeinde Raxendorf)
Pölla ist eine Ortschaft und eine Katastralgemeinde der Marktgemeinde Raxendorf im Bezirk Melk in Niederösterreich. Die Ortschaft hat 15 Einwohner (Stand 1. Jänner 2024).

## Geografie
Die auf einer Bergflanke über der Feistritz liegende und nach Süden exponiere Rotte besteht aus ein paar landwirtschaftlichen Anwesen. Zur Ortschaft zählen weiters die Lagen Reitling und Sassing. Sämtliche Ortsteile sind nur über Nebenstraßen erreichbar.

## Geschichte
Laut Adressbuch von Österreich waren im Jahr 1938 in Pölla zwei Landwirte mit Ab-Hof-Verkauf ansässig. Außerhalb des Ortes gab es eine Steinbruch.